# Magnetic accelerator cannon
Een Magnetic accelerator cannon of MAC is een fictief wapen in het Halo-universum.
Het is een groot spoelgeweer dat als primair wapen op UNSC-oorlogsschepen is geïnstalleerd. Een grotere variant is in gebruik aan boord van  defensieve ruimtestations. binnen het UNSC-arsenaal zijn alleen nucleaire wapens sterker dan een MAC. De M68 Gauss Cannon dat gebruikt wordt door UNSC-grondtroepen is kleiner maar kan wel gerekend worden als een vervanging van een MAC. 

## Overzicht

### Laadbaarheid
De grootte van een Magnetic accelerator cannon is zodanig dat het normaal een ingewerkte component is van de structuur van een oorlogsschip.  Sommige Stations zijn letterlijk rond dit gigantische geweer gebouwd.

### Munitie
Een Mac schiet normaal massieve ladingen in een fractie van de lichtsnelheid, of c. De hoge snelheid geeft de lading kinetische energie en de impuls die nodig is om een doel te beschadigen. Dit compenseert voor de ballistische aard en het gebrek aan manoeuvreerbaarheid van de lading.

### Richten
De integratie van de MAC met zijn dragend pantser betekent dat het volledige oorlogsschip of station moet manoeuvreren om het wapen te richten. Zelfs met een AI die het geweer bedient, betekent het dat de benodigde precisie en de 'domme' aard van het schot weinig kans oplevert om een ontwijkend doel op 100 km te raken.